# Jungermannia amplexifolia
Jungermannia amplexifolia là một loài Rêu trong họ Jungermanniaceae. Loài này được (Hampe ex Lehm.) Grolle mô tả khoa học đầu tiên năm 1989.